# لنوکس کیلگور
لنوکس کیلگور (انگلیسی: Lennox Kilgour؛ ۵ مه ۱۹۲۷ – ۲۰۰۴) وزنه‌بردار اهل ترینیداد و توباگو بود.
وی در مسابقات کشوری و بین‌المللی در مجموع برندهٔ ۲ مدال طلا، ۲ مدال نقره، ۱ مدال برنز شده‌است.